# Eucosma parvulana
Eucosma parvulana is een vlinder uit de familie bladrollers (Tortricidae). De wetenschappelijke naam is voor het eerst geldig gepubliceerd in 1859 door Wilkinson.
De soort komt voor in Europa.